# Liên đoàn Kế toán Quốc tế
Liên đoàn Kế toán Quốc tế (International Federation of Accountant - IFAC) là một hiệp hội chuyên ngành quốc tế về kế toán.
IFAC đã xây dựng nhiều tiêu chuẩn, tài liệu, các hệ thống chuẩn mực cho ngành kế toán và được thừa nhận ở nhiều nước trên thế giới. Các quốc gia thừa nhận đã xây dựng hệ thống chuẩn cho riêng mình dựa trên hẹ thống quy chuẩn của IFAC.